# Fricis Apšenieks
Fricis (Fritzis, Franz) Apšenieks (Apscheneek) (Tetele, Letònia, 7 d'abril de 1894 – Riga, 25 d'abril de 1941) fou un mestre d'escacs letó i un dels millors escaquistes letons del període d'entreguerres.

## Resultats destacats en competició
El 1924, Apšenieks fou 2n, rere Hermanis Matisons, al I campionat de Letònia. El mateix any va guanyar a Paris, per damunt de Lazard. També el 1924 fou segon, rere Matisons, i per davant d'Edgar Colle, Arpad Vajda, Max Euwe, Anatol Tschepurnoff, etc., al 1r campionat del món amateur a Paris.
El 1925 guanyà, per davant de Terrill, a Bromley. El 1925, empatà als llocs 3r-4t amb Karel Hromadka a Bromley (Premier–A). El mateix any empatà als llocs 3r-4t a Debrecen. El 1926, empatà als llocs 3r-4t a Abo, guanyà a Hèlsinki, fou 3r, rere Vladimirs Petrovs, i Teodors Bergs a Riga, i es proclamà campió de Letònia a Riga.
El 1927, empatà als llocs 5è-7è a Kecskemét.
El 1931, fou 6è a Klaipėda (1r campionat Bàltic, el campió fou Isakas Vistaneckis).
El 1932, empatà als llocs 3r-5è al campionat de Riga.
El 1934, empatà al 1r lloc amb Petrovs al campionat de Letònia, a Riga.
El 1937, empatà als llocs 11è-13è al fort torneig de Kemeri. El 1939, empatà als llocs 11è-12è a Kemeri–Riga (el campió fou Salo Flohr).
El 1941, fou 2n, rere Alexander Koblencs, a Riga (1r campionat de l'RSS de Letònia).

### Participació en competicions per equips
Apšenieks va jugar, representant Letònia, en set olimpíades d'escacs oficials: in 1928, 1930, 1931, 1933, 1935, 1937, i 1939. També va jugar la III Olimpíada no oficial a Múnic 1936.
- El juliol/agost de 1928, va jugar al primer tauler a la 2a Olimpíada a La Haia (+8 –7 =1).[6]
- El juliol de 1930, va jugar al primer tauler a la 3a Olimpíada a Hamburg (+7 –6 =4).
- El juliol de 1931, va jugar al segon tauler a la 4a Olimpíada a Praga (+8 –3 =5).
- El juliol de 1933, va jugar al primer tauler a la 5a Olimpíada a Folkestone (+1 –6 =7).
- L'agost de 1935, va jugar al segon tauler a la 6a Olimpíada a Varsòvia (+6 –5 =7).
- L'agost/setembre de 1936, va jugar al segon tauler a l'Olimpíada no oficial de Múnic (+7 –5 =6).
- El juliol/agost de 1937, va jugar al segon tauler a la 7a Olimpíada a Estocolm (+8 –4 =5).
- L'agost/setembre de 1939, va jugar al segon tauler a la 8a Olimpíada a Buenos Aires (+5 –6 =8).[7]

Durant la primera ocupació soviètica de Letònia, va morir de tuberculosi, a 47 anys.

## Partides notables
- Fricis Apšenieks vs Max Euwe (NED), Paris 1924, (ol) f-A, Four Knights, C49, 1-0 Arxivat 2007-09-27 a Wayback Machine.
- Fricis Apšenieks vs Arthur William Dake (USA), Prague 1931, 4th Olympiad, Caro-Kann, Exchange Variation, B13, 1-0 Arxivat 2007-09-27 a Wayback Machine.
- Gideon Stahlberg (SWE) vs Fricis Apšenieks, Folkestone 1933, 5th Olympiad, Queen's Gambit Declined, Slav, D11, 0-1
- Frank James Marshall (USA) vs Fricis Apšenieks, Warsaw 1935, 6th Olympiad, Queen's Gambit Accepted, D20, 0-1
- Fricis Apšenieks vs Salo Landau (NED), Kemeri 1937, Slav Defense, D12, 1-0 Arxivat 2007-09-27 a Wayback Machine.
- Fricis Apšenieks vs Reuben Fine (USA), Stockholm 1937, 7th Olympiad, Four Knights, C49, 1-0